# Deutsche Meisterschaften im Freiwasserschwimmen 2004
Die Internationalen Deutschen Meisterschaften im Freiwasserschwimmen fanden vom 8. bis 11. Juli 2004 in Burghausen im Wöhrsee (städtisches Wöhrseebad) statt und wurden vom Deutschen Schwimm-Verband veranstaltet und vom SV Wacker Burghausen e. V. ausgerichtet.
| Disziplin        | Männer               | Männer          | Männer    | Frauen          | Frauen           | Frauen    |
| Disziplin        | Name                 | Verein          | Zeit      | Name            | Verein           | Zeit      |
| ---------------- | -------------------- | --------------- | --------- | --------------- | ---------------- | --------- |
| 5 km Freiwasser  | Toni Franz           | SC DHfK Leipzig | 0:56:09,9 | Stefanie Biller | 1. SV Nördlingen | 1:00:24,4 |
| 10 km Freiwasser | Alexander Studzinski | SV Würzburg 05  | 1:58:15,3 | Stefanie Biller | 1. SV Nördlingen | 2:06:21,0 |
| 25 km Freiwasser | Alexander Studzinski | SV Würzburg 05  | 5:05:30,1 | Stefanie Biller | 1. SV Nördlingen | 5:30:45,4 |